# Stazione di Grisolia-Santa Maria
La stazione di Grisolia-Santa Maria è una fermata ferroviaria posta sulla linea Battipaglia-Reggio Calabria. Serve i centri abitati di Grisolia e di Santa Maria del Cedro.

## Storia
La stazione, in origine denominata "Grisolia Cipollina", entrò in servizio il 31 luglio 1895, come parte del tronco ferroviario da Praia d'Ajeta a Sant'Eufemia Marina.
Successivamente venne declassata a fermata.

## Movimento

### Trasporto regionale
La fermata è servita da treni Regionali che collegano Grisolia-Santa Maria con:
- Paola
- Cosenza
- Sapri

I treni del trasporto regionale vengono effettuati con E.464 con carrozze MDVC O MDVE restaurate + semipilota. Inoltre vengono utilizzati i treni Minuetto ALe 502/502.